# Cuthbert (Texas)
Pour les articles homonymes, voir Cuthbert.
Cuthbert est une ville fantôme située dans le comté de Mitchell, au Texas, aux États-Unis, dans la région du Llano Estacado. Établie en 1890 lorsque D. T. Bozeman construisit un magasin et un entrepôt pour les wagons, suivie par l'installation d'un bureau de poste en 1891, la ville fut nommée d'après Thomas Cuthbertson, un ami de la famille Bozeman. Au début des années 1920, Cuthbert disposait d'une église, de deux magasins, d'une forge, d'une Cotton gin, d'un bureau de téléphone et d'une école. En 1936, Cuthbert comptait 25 habitants. Le bureau de poste ferme ses portes en 1960. Depuis 1974, seuls un cimetière et quelques fermes dispersées subsistent.